# Onosma longiflorum
Onosma longiflorum är en strävbladig växtart som beskrevs av John Firminger Duthie. Onosma longiflorum ingår i släktet Onosma och familjen strävbladiga växter. Inga underarter finns listade i Catalogue of Life.